# Barbara Zeman

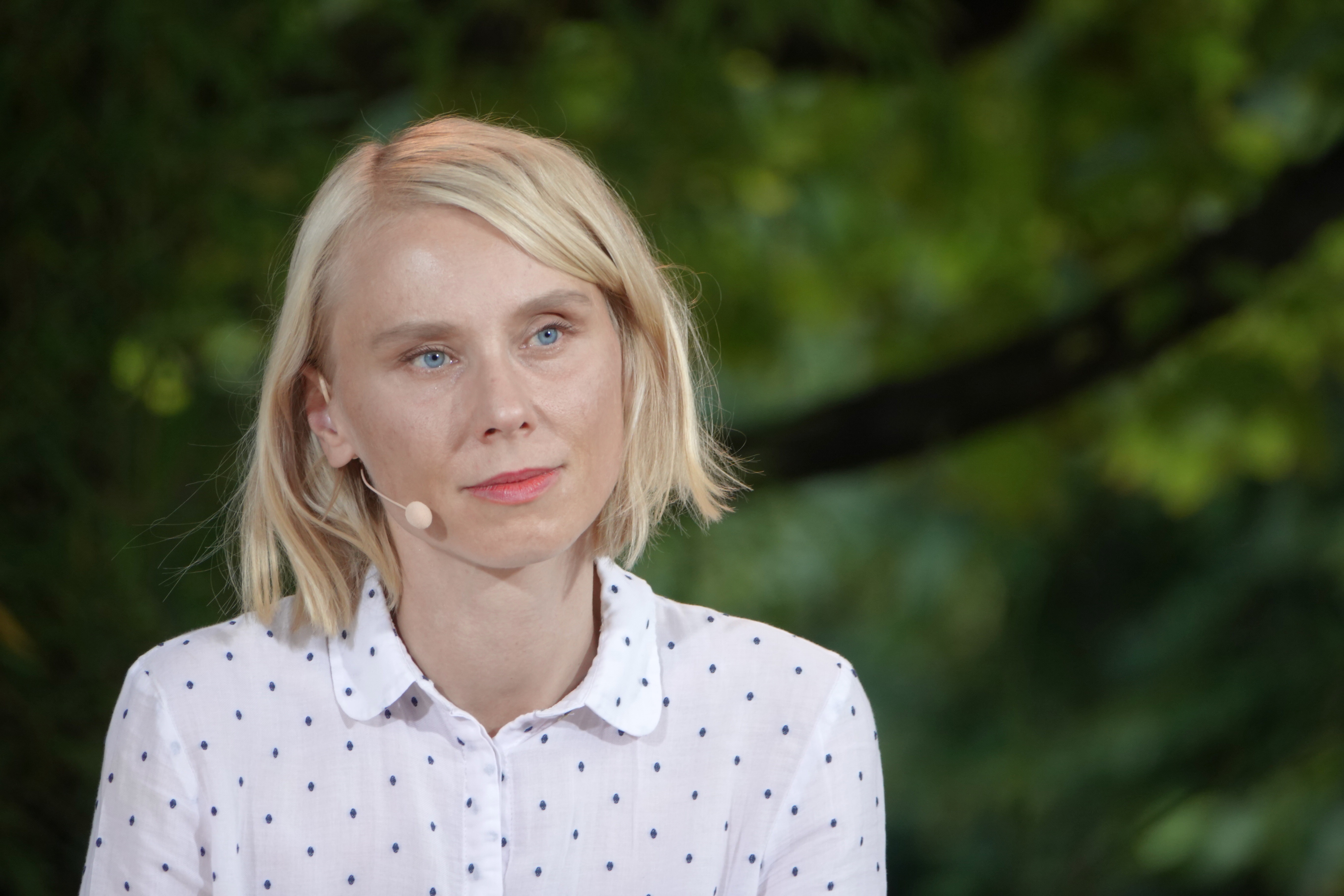
Barbara Zeman beim Ingeborg-Bachmann-Preis 2022

Barbara Zeman (* 15. April 1981 in Eisenstadt) ist eine österreichische Autorin.

## Leben
Barbara Zeman besuchte in Eisenstadt ein Gymnasium und maturierte 1999, anschließend begann sie ein Studium der Politikwissenschaft, Ethnologie und Publizistik. Ab 2003 studierte sie Geschichtswissenschaften und 2007 reichte sie die Diplomarbeit Elisabeth Bergners Wiener Zeit an der Universität Wien ein. Sie kellnerte in den Wiener Clubs Flex und B72 und war zudem als Autorin für Die Presse, die Wiener Stadtzeitung Falter sowie The Gap tätig.
Im Jahr 2010 bewarb sich Zeman zum ersten Mal für den Literaturpreis Wartholz, den sie dann 2012 gewann. Die Jury begründete ihre Entscheidung damit, dass ihr poetischer Prosatext Garten. Ansichten mit Frau und zerrissenem Mann vor Paradeisstaude eine „überzeugende Übersetzungsarbeit von der Kunst des Gemäldes in die Kunst der Sprache“ sei. Ende 2012 erhielt sie den dritten Preis beim Literaturpreis der Akademie Graz im Bereich Roman und wurde für ihre Kurzgeschichte Bildnis einer weiblichen Toten mit Tüllhütchen und Bart durch die Kulturabteilung des Landes Burgenland mit dem Literaturpreis des Landes 2012 ausgezeichnet. Unter der Leitung von Paul Jandl nahm sie 2013 an einer Schreibwerkstatt im Herrenhaus Edenkoben teil.
2019 veröffentlichte Zeman ihr Romandebüt Immerjahn beim Verlag Hoffmann und Campe. Die Neue Zürcher Zeitung sprach von einem „fulminanten Debüt mit Witz und Verstand“, Kristina Maidt-Zinke schrieb in der Süddeutschen Zeitung, die Autorin habe ein Museum erschaffen, „eines der hübschesten seiner Art aus Wörtern und Sätzen“.
Mit Beginn der Covid-19-Pandemie begann Zeman gemeinsam mit Robert Stadlober, ausgewählte Literatur in Youtube-Videos vorzustellen und zu lesen. Intros und Outros zu dem Online-Leseclub steuerten Musiker und Bands bei wie Bad Weed, Voodoo Jürgens, Viktoria Kirner von Dives oder Tobias Bamborschke von Isolation Berlin. Später fanden im Literaturhaus Wien weitere Veranstaltungen statt. Als Vorlesende fungieren etwa Josef Hader, Katharina Pichler und Michou Friesz.
Auf Einladung von Brigitte Schwens-Harrant las Barbara Zeman beim Ingeborg-Bachmann-Preis 2022. Der gelesene Text war der Anfang eines Romanprojekts, das 2024 unter dem Titel Beteigeuze veröffentlicht wurde. Die Arbeit an diesem Roman wurde mit dem Theodor Kery Preis 2023 sowie einem Stipendium des Künstlerhauses Edenkoben 2024 gefördert. 
Seit Januar 2024 betreibt Zeman gemeinsam mit Clemens J. Setz den Podcast Erster österreichischer Sachbuchpreis, der monatlich im Literaturhaus Wien zu hören ist.

## Publikationen (Auswahl)
- Immerjahn. Roman, Hoffmann und Campe, Hamburg 2019, ISBN 978-3-455-00495-3
- Beteigeuze. Roman, dtv Verlagsgesellschaft, München 2024, ISBN 978-3-423-28415-8